# Gaular
Gaular és un antic municipi situat al antic comtat de Sogn og Fjordane, Noruega. Té 2,942 habitants (2016) i la seva superfície és de 581,82 km². El centre administratiu del municipi és la població de Sande.